# Alma Lénström
Alma Kristina Lénström, född Nyblom 26 juli 1865 i Säbrå församling, Västernorrlands län, död 4 juli 1946 i Matteus församling, Stockholm, var en svensk sjuksköterska och kvinnosakskvinna.

## Biografi
Lénström föddes 1865. Hon verkade i Vaxholm. Hon var gift med läroverksadjunkten Carl August Emanuel Lénström. 1913 flyttade de till Grev Turegatan på Östermalm i Stockholm.
Hon engagerade sig som medlem i Landsföreningen för kvinnans politiska rösträtts (LKPR) lokalförening i Vaxholm. Från 1909 var hon ledamot av centralstyrelsen för LKPR, och från 1914 var hon även ordförande i lokalavdelningen för LKPR i Vaxholm. Från samma år var hon även ordförande i länsförbundet för LKPR i Stockholms län.
Hon var även ledamot av kyrkorådet i Vaxholms församling fram till hon flyttade till Östermalm.